# Quercus kelloggii
Quercus kelloggii of de Californische zwarte eik is een bladverliezende boom uit het geslacht Quercus (eik) die van nature langs de westkust van de Verenigde Staten voorkomt. In het Engels wordt de boom doorgaans (California) black oak of Kellogg oak genoemd. Quercus kelloggii is nauw verwant aan de blik- of verfeik (Quercus velutina) die in het oosten en midden van Noord-Amerika voorkomt.

## Voorkomen en habitat
Quercus kelloggii komt voor in de uitlopers en lagere berggebieden van Californië en Oregon. Q. kelloggii komt voor tussen Centraal-Oregon en het uiterste noorden van Baja California in Mexico, met name in en rond de Cascade Range, de Sierra Nevada, de Coast Ranges, de Transverse Ranges en de Peninsular Ranges.
De soort komt voor in gemengde, groenblijvende bossen, eikenbossen en loofbossen. Wanneer Q. kelloggii alleen voorkomt, is dat doorgaans op plaatsen waar geen coniferen kunnen groeien of op plaatsen met verstoring door natuurbrand of houtkap. De Californische zwarte eik is goed aangepast aan bosbranden. Bij kleine branden wordt de boom door haar dikke bast beschermd. Wanneer een grote brand de boom velt, schiet hij gemakkelijk terug op, met dank aan de wortels die voedingsstoffen en water opslaan. Na een brand kiemen gevallen eikels bovendien gemakkelijk.
In Europa komt de soort uitsluitend in arboreta voor.
Gezaagdbladige eik (Q. acutissima) · 
Amerikaanse witte eik (Q. alba) · 
Japanse eik (Q. aliena) · 
Gouden eik (Q. alnifolia) · 
Californische struikeik (Q. berberidifolia) · 
Tweekleurige eik (Q. bicolor) · 
Moseik (Q. cerris) · 
Hulsteik (Q. coccifera) · 
Scharlaken eik (Q. coccinea) · 
Japanse keizereik (Q. dentata) ·  
Portugese eik (Q. faginea) · 
Steeneik (Q. ilex) · 
Californische zwarte eik (Q. kelloggii) · 
Quercus lamellosa · 
Quercus lusitanica · 
Perzische eik (Q. macranthera) · 
Mongoolse eik (Q. mongolica) · 
Moeraseik (Q. palustris) · 
Wintereik (Q. petraea) · 
Donzige eik (Q. pubescens) · 
Pyrenese eik (Q. pyrenaica) · 
Zomereik (Q. robur) · 
Amerikaanse eik (Q. rubra) · 
Kurkeik (Q. suber)